# ESky
Az eSky egy lengyel utazási társaság, amelyet 2004-ben alapítottak, több mint 50 piacon tevékenykedik Európában, Dél- és Észak-Amerikában, valamint Afrika és az ázsiai-csendes-óceáni térség egyes országaiban. Online utazási irodaként városi utazásokat és utazási csomagokat értékesít, repülőjegyeket és szállodákat dinamikus csomagokba, valamint önálló repülőjegyeket, szállásokat és kiegészítő szolgáltatásokat az utazók számára (pl. biztosítások, repülőtéri transzferek, autóbérlés, valamint jegyek sporteseményekre és látnivalókra) az eSky Travel Search nevű, egyedi keresőmotor segítségével.
A vállalat az eSky (Európa, Észak-Amerika, Afrika, Ázsia és Óceánia), eDestinos (Latin-Amerika) és Thomas Cook (Egyesült Királyság, Hollandia, Belgium) márkanév alatt működik. A Nemzetközi Légi Szállítási Szövetség (IATA; engedély száma: 63210803) által akkreditált ügynök.

## Vállalkozás profilja
Az eSky európai piacokon (Ausztria, Belgium, Bosznia-Hercegovina, Bulgária, Horvátország, Csehország, Dánia, Finnország, Németország, Magyarország, Írország, Olaszország, Moldova, Hollandia, Norvégia, Lengyelország, Portugália, Románia, Szerbia, Szlovákia , Spanyolország, Svédország, Svájc, Törökország és az Egyesült Királyság), Dél- és Közép-Amerikában (Argentína, Bolívia, Brazília, Chile, Dominikai Köztársaság, Guatemala, Honduras, Kolumbia, Costa Rica, Nicaragua, Panama, Paraguay, Peru, Puerto Rico és El Salvador), Észak-Amerikában (Egyesült Államok, Mexikó), Afrikában (Marokkó, Egyiptom, Nigéria, Kenya és Dél-Afrika) és az ázsiai-csendes-óceáni térségben működik. Dél-Amerikában a vállalat az eDestinos márkanév alatt működik.
Az eSky közel 600 légitársaság repülőjegyeit értékesíti világszerte, és szállásfoglalást biztosít (több mint 1,3 millió szálláshelyre) – mindkettő elérhető az utazási ágazatban ismert Városlátogatás és Nyaralás (Repülő+Hotel) termék formájában is, dinamikus csomagként. Utasbiztosítási és autókölcsönzési szolgáltatásokat, repülőtéri transzfereket és parkolóhelyeket is kínál. A vállalat emellett fejleszti az eSky Travel Search-öt is, amely egy személyre szabott keresőmotor az utazási termékekhez.
Az eSky központja a lengyelországi Katowicében található.

## Előzmények
Lukasz Habaj, Lukasz Kreski, valamint Agnieszka és Piotr Stępniewski 2004-ben alapította a céget, amely kezdetben a Work and Travel programon belül bonyolított utakat. 2005 óta értékesít repülőjegyeket online platformján keresztül. 2009-ben az eSky elindított egy online szállodafoglalási rendszert és utasbiztosítási értékesítést, 2015-ben pedig egy autókölcsönző szolgáltatást. Az online utazási irodává való átalakulása eredményeként az eSky 2023-ban bemutatta a Városlátogatás és Nyaralás dinamikus csomagterméket, integrálva azt a platformon elérhető többi szolgáltatással.
2008-tól a vállalat megkezdte működését a külföldi piacokon, kezdetben helyi fióktelepeken keresztül Európában és Dél-Amerikában. Ebben az időszakban indult útjára az utazási termékek keresőmotorja – az eSky Travel Search (ETS) – amelyet immár külső partnerek is használnak, köztük az Onet.pl, a Fly4Free.pl és a Pasazer.com.
2014-ben a vállalat befektetőként egy külső magántőkealapot biztosított. Egy évvel később felvásárolta a TravelTECH-et, az utazási ipar szoftvereinek létrehozásával és fejlesztésével foglalkozó céget. 2015-ben az eSky több mint egymillió repülőjegyet adott el, és 1 milliárd PLN bevételt termelt.
2016-ban változások történtek a társaság igazgatóságában, ami a tulajdonosirányítási modellről a vezetői modellre való átálláshoz kapcsolódik. 2016 és 2017 között a LOT Polish Airlines korábbi vezérigazgatója, Sebastian Mikosz volt az eSky igazgatótanácsának elnöke.
2017 júniusában az eSky részvényeinek 6,3%-át 15,6 millió PLN-ért megvásárolta a Wirtualna Polska Group, amely 2020 márciusában úgy döntött, hogy eladási opció révén eladja az eSky-ban lévő részesedését.
2019 januárjában elindult az eSky repülőjegy-kereső alkalmazása a Google Assistant lengyel verziójával.
2020-ban Łukasz Habaj, az eSky egyik alapítója visszatért a céghez, hogy vezérigazgatóként vezesse át az utazási ágazat COVID-19 világjárvány okozta legnagyobb válságán.
2022 februárjában a nyilvánosan jegyzett MCI Capital tulajdonában lévő MCI.PrivateVentures FIZ alap megállapodást kötött az eSky részvényeinek 55%-ának megvásárlásáról. Az alap célja az volt, hogy támogassa a lengyel utazási társaságot abban, hogy megerősítse pozícióját a globális piacon, és megvalósítsa technológiai élvonalbeli stratégiáját. Az eSky alapítói továbbra is az irányító részvényesek maradtak, akik a társaság részvényeinek összesen 45%-át birtokolták, és a tranzakció értéke körülbelül 158 millió PLN volt, beleértve a társaság feltőkésítését.
2023-ban az eSky története során először lépte túl a 3 milliárd PLN árbevételt, és 3,5 milliárd PLN összértéket ért el. A cég EBITDA-ja viszont akkoriban 81 millió PLN volt. 2023-ban 3,3 millió ügyfél vette igénybe a vállalat szolgáltatásait, a foglalások száma pedig elérte a 2,2 milliót.
2024 áprilisában az eSky partnerségre lépett Európa legnagyobb fapados légitársaságával, a Ryanairrel. A megállapodásnak köszönhetően az eSky ügyfelei hozzáférést kaptak a teljes útvonalhálózathoz, és lehetőségük nyílt repülőjegy-foglalásra közvetlenül az eSky platformon. A partnerség előfeltétele az volt, hogy az árak átláthatóvá váljanak, és az utazási platform ügyfelei közvetlenül hozzáférjenek repülőjegyeikhez a fuvarozó rendszerén keresztül. 2025 áprilisában az eSky Group és a Ryanair közötti együttműködési megállapodást további két évvel meghosszabbították.
2024 szeptemberében a Fosun Tourism Grouppal aláírt felvásárlási megállapodás értelmében az eSky befejezte a világ legrégebbi utazási márkájának, a Thomas Cooknak a felvásárlását (kivéve kínai és indiai tevékenységét). Az akvizíció fő célja az volt, hogy a Thomas Cook utazási csomagturizmus terén szerzett tapasztalataira építve az eSky-t a három legnagyobb dinamikus szervezett utazási szolgáltató közé emelje Európában. Az eSky esetében ennek a lépésnek az volt a célja, hogy megerősítse pozícióját az Egyesült Királyságban és Nyugat-Európában, valamint hogy felgyorsítsa a nemzetközi terjeszkedést azokban az országokban, ahol a Thomas Cook márka a legismertebb. A Thomas Cook az egyik legismertebb márka az Egyesült Királyság utazási piacán. Az akvizíció eredményeként az egyesült királyságbeli vállalat hozzáférhet az eSky több mint 500 teljes körű szolgáltatást nyújtó és fapados légitársaság járatkészletéhez, mint például a Lufthansa Group vagy a Ryanair.
Az eSky 3.0 frissített Android és iOS alkalmazás 2024 decemberében vált elérhetővé . A verzió többek között bevezette a személyre szabott „A nap akcióit”, kibővítette a járatkeresést dátum és tartózkodási idő szerint, és új területet kapott a foglalások kezelésére. A dinamikus City Break és Holiday csomagok a tervek szerint 2025 második negyedévében kerülnek hozzá.
2025. február 6-án Andrzej Kozłowski, korábbi alelnök és pénzügyi igazgató vette át az eSky Group vezérigazgatói tisztségét Łukasz Habaj helyére, aki egészségügyi okokból lemondott, de továbbra is a felügyelőbizottság tagja maradt . Kozlowski 2015 óta dolgozik a vállalatnál, és 2016 óta tagja az igazgatótanácsnak . Több mint 15 éves pénzügyi és vezetői tapasztalattal rendelkezik, amelyet többek között a Deloitte-nál szerzett, és miközben az eSky növekedését vezette az operatív és nemzetközi területeken, hozzájárulva az EBITDA több mint tízszeres növekedéséhez).